# トヨタプロダクションエンジニアリング
株式会社トヨタプロダクションエンジニアリングは、福岡県宗像市に本社を置くデジタルエンジニアリング企業。

## 概説
2007年に株式会社BPAと株式会社MTAが合併し、TPECが設立。

## 事業所
- 本社 福岡技術センター（福岡県宗像市）[2]
- 元町オフィス（愛知県豊田市）[2]